# Counter-Strike 2
A Counter-Strike 2 (röviden: CS2) egy 2023-as, ingyenesen játszható, first-person shooter, amelyet a Valve fejlesztett és adott ki. Ez a Counter-Strike sorozat ötödik része, amely a korábbi rész, a Counter-Strike: Global Offensive frissített verziójaként készült. A játékot 2023. március 22-én jelentették be, és 2023. szeptember 27-én jelent meg Windows és Linux rendszerekre, felváltva a Global Offensive-ot a Steamen.

## Játékmenet
A Counter-Strike 2 egy multiplayer FPS, amelyben két csapat, a Terroristák és a Terrorelhárítók különböző célokat hajtanak végre. A játék két csapatra alapozott célalapú szcenáriót tartalmaz: bombák hatástalanítása és túszmentés. A standard bombahatástalanító meccsekben a Terrorista és a Terrorelhárító csapatok mindegyike öt játékosból áll. Ezekben a játékmódokban az eliminált játékosok nem térnek vissza a következő körig. Minden körben a Terrorista csapat célja, hogy bombát telepítsen a térkép egyik kijelölt helyszínére, és védje azt, amíg a bomba fel nem robban. A Terrorista csapat akkor is megnyerheti a kört, ha eliminálja a Terrorelhárító csapatot. A Terrorelhárítók megpróbálják megakadályozni őket, úgy, hogy lejárjon az idő, vagy megölik az összes Terroristát, vagy hatástalanítják a robbanószert. Egy túszmentési játékmódban a Terrorelhárítók támadóként lépnek fel, és megpróbálják megmenteni a túszokat, akiket a Terrorista csapat védelmez. Minden kör elején a játékosok különböző fegyvereket és felszereléseket vásárolhatnak. Egy szokásos meccs akkor ér véget, amikor egy csapat tizenhárom kört megnyer. A játék két fő matchmaking módot kínál: versengő és premier. A versengő mód a Counter-Strike: Global Offensive hivatalos matchmaking rendszerének folytatása. A játékosok bármelyik pályát választhatják, és a rangok most már térképenként kerülnek meghatározásra. A Premier mód hasonlóan működik, mint a versengő, de ahelyett, hogy a játékosok bármelyik egyedi pályára beállhatnának, a Premier egy hét térképből álló választó- és kitiltó rendszert használ. A Counter-Strike 2 fő játékmódjait négy további mód egészíti ki: Wingman, Casual, Deathmatch és Arms Race, ahogy az előző játékban.

## Fejlesztés
A Valve a Source 2 játékmotor segítségével fejlesztette a Counter-Strike 2-t, mint frissítést a Counter-Strike: Global Offensive-hez. A fejlesztés során a Global Offensive különböző aspektusait frissítették, hogy kihasználják a Source 2 motor funkcióit. A játékmotorváltozások mellett a játékot új szerverarchitektúrával is fejlesztették. A Valve Studio Orchestra egy új zenei albumot is készített a Counter-Strike 2-höz. Sok, a Global Offensive-ból származó pályát frissítettek, hogy kihasználják a Source 2 új elemeit, beleértve pl. az új világítást, fizikát.

## Fogadtatás
| Összegzőoldal | Értékelés |
| ------------- | --------- |
| Metacritic    | 82/100    |

| Szerző         | Értékelés |
| -------------- | --------- |
| Edge           | 9/10      |
| Eurogamer      | 4/5       |
| GameStar (DE)  | 85%       |
| Hardcore Gamer | 4/5       |
| Jeuxvideo.com  | 15/20     |
| MeriStation    | 7,8/10    |
| PCGamesN       | 8/10      |
| Shacknews      | 9/10      |

A Counter-Strike 2 "általában kedvező értékeléseket" kapott, a Metacritic értékelő weboldal szerint.
Az OpenCritic megállapította, hogy a kritikusok 88%-a ajánlotta a játékot.

## Díjak, elismerések
| Év   | Díj                    | Kategória               | Eredmények |
| ---- | ---------------------- | ----------------------- | ---------- |
| 2023 | The Game Awards        | Legjobb Esport játék    | Jelölve    |
| 2023 | Golden Joystick Awards | Még mindig játsszuk díj | Jelölve    |
| 2024 | Golden Joystick Awards | Még mindig játsszuk díj | Jelölve    |
| 2024 | The Game Awards        | Legjobb Esport játék    | Jelölve    |